# André Bertulot
André Bertulot est un résistant belge, né à Schaerbeek le 23 décembre 1920 et mort au Fort de Breendonk le 10 mai 1943.

## Éléments biographiques
Il s'engage à l'âge de 17 ans dans la Légion étrangère et se retrouve en septembre 1939 en Tunisie, à la frontière libyenne. 
Seconde guerre mondiale : Lors de l'invasion de la Belgique et la Campagne des 18 jours, il demande le 12 mai 1940 l'autorisation de rejoindre l'armée belge. Avec d'autres légionnaires, il tente de passer en Angleterre. Fin août 1940, il rentre en Belgique, porteur d'une carte de l'Intelligence Service. Il participe à diverses opérations de vol de document dans diverses Kommandanturen en province et à Bruxelles. Arrêté et mis au secret pendant plusieurs mois, il est finalement libéré "faute de preuve" en septembre 1942. Il s'engage alors dans la Résistance.
Le 13 avril 1943, il participe à Bruxelles avec Arnaud Fraiteur et Maurice Raskin, à l'assassinat du journaliste et critique d'art Paul Colin, directeur et rédacteur en chef du quotidien Le Nouveau Journal, qu'il avait créé en 1940 pour diffuser ses idées de collaboration avec l'occupant allemand.
Arrêté le lendemain de l'attentat, il est torturé dans les locaux de la Gestapo à l'avenue Louise et emprisonné à Saint-Gilles. Raskin, Bertulot et Fraiteur sont condamnés à mort par le Conseil de guerre de l'Oberfeldkommandantur à Bruxelles, et exécutés par pendaison au Fort de Breendonk le 10 mai 1943. 